# Vladimir Iliev
Vladimir Iliev (bulharsky Владимир Илиев, * 17. března 1987 v Trojanu) je bulharský biatlonista. Jeho největším úspěchem je stříbrná medaile z vytrvalostního závodu z mistrovství světa 2019 v Östersundu.
V individuálních závodech světového poháru před tím nikdy neobsadil místo na stupních vítězů – nejlépe byl pátý ve stíhacím závodu v Novém Městě na Moravě v roce 2016. Vyhrál však sprint na mistrovství Evropy v roce 2017.

## Výsledky

### Olympijské hry a mistrovství světa
| Sezóna  | D   | Místo                | SP  | SZ  | HZ  | IZ  | ŠT  | SŠT | SZD | Věk    |
| ------- | --- | -------------------- | --- | --- | --- | --- | --- | --- | --- | ------ |
| 2018/19 | MS  | Östersund            | 38. | 37. | 29. | 2.  | 9.  | 21. | –   | 31 let |
| 2019/20 | MS  | Antholz-Anterselva   | 58. | 44. | –   | 54. | 11. | 24. | –   | 32 let |
| 2020/21 | MS  | Pokljuka             | 57. | 38. | –   | 12. | 16. | 15. | 19. | 33 let |
| 2021/22 | ZOH | Peking               | 31. | 25. | –   | 61. | 18. | 19. | ×   | 34 let |
| 2022/23 | MS  | Oberhof              | 28. | 16. | 29. | 28. | –   | 17. | –   | 35 let |
| 2023/24 | MS  | Nové Město na Moravě | DNS | –   | –   | 49. | –   | 22. | –   | 36 let |
| 2024/25 | MS  | Lenzerheide          | 25. | 54. | –   | 56. | 15. | 15. | –   | 37 let |

Poznámka: Výsledky z olympijských her se do hodnocení světového poháru nezapočítávají, výsledky z mistrovství světa se dříve započítávaly, od mistrovství světa v roce 2023 se nezapočítávají.